# Concilio di Roma (721)
Il concilio romano fu celebrato il 5 aprile 721 nella basilica di San Pietro sotto la presidenza di papa Gregorio II.

## Canoni conciliari
Il concilio affrontò alcuni problemi legati alla disciplina ecclesiastica e alla corruzione dei costumi, ed emanò 17 canoni, formulati secondo lo stile degli anatemi: Si quis… anathema sit - «Se qualcuno [víola la seguente disposizione] sia condannato».
- I primi nove canoni riguardano il matrimonio e l'illiceità di alcune relazioni; il concilio infatti vieta di sposare la vedova di un prete (nº 1), le diaconesse (nº 2), le religiose (nº 3), le madrine (nº 4), la moglie del fratello (nº 5), le nipoti (nº 6), la figliastra o la suocera (nº 7), il genero (nº 8), una parente o la vedova di un parente (nº 9).
- I canoni 10 e 11 affrontano lo stesso argomento: il divieto di rapire una vedova o una giovane per sposarle, anche se queste sono consenzienti.
- Il canone 12 anatematizza coloro che si danno alla magia e alla superstizione.
- Il tredicesimo canone condanna tutti coloro che violano i diritti della Chiesa di Roma sulle piantagioni di ulivi di sua proprietà.
- I canoni 14-15-16 affrontano un caso particolare, quello di Adriano, figlio di Esilarato, che aveva sposato la diaconessa Epifania, dandosi poi alla fuga con la connivenza dei parenti. Tutti vengono condannati dal concilio.
- L'ultima disposizione presa dai padri conciliari fu quella di vietare ai chierici di far crescere i capelli.

## Partecipanti
La lista delle sottoscrizioni riporta, oltre al papa, un elenco di 22 vescovi, 14 presbiteri e 4 diaconi romani. Gli atti comprendono anche la lista iniziale delle presenze al concilio: in questa è menzionato il vescovo Marziano di Gabi, assente nell'elenco delle sottoscrizioni, dove invece appare Marziano, vescovo della Sabina, assente a sua volta nella lista delle presenze. Per il resto dei vescovi, i due elenchi includono i medesimi nomi con le stesse diocesi.
Tra i vescovi, tutti italiani, furono presenti anche tre vescovi provenienti da altre parti dell'Occidente: Sinderedo, metropolita di Toledo, indicato nella lista delle presenze come archiepiscopus Hispaniae, che si trovava a Roma perché la sua sede era stata occupata dai mussulmani; Sedulio e Fergusto, menzionati nelle sottoscrizioni rispettivamente come episcopus Britanniae de genere Scotorum e episcopus Scotiae Pictus.
Il seguente elenco è quello delle sottoscrizioni conciliari, nell'ordine riportato da Mansi.

### Vescovi
1. Papa Gregorio II
2. Agnello di Ferentino
3. Giovanni di Velletri
4. Vitale di Alatri
5. Opportuno di Marturano
6. Marziano di Sabina[5]
7. Giorgio di Porto
8. Tiberio di Selva Candida

1. Giorgio di Nepi
2. Gregorio di Anagni
3. Giovanni di Segni
4. Andrea di Albano
5. Agnello di Sutri
6. Tribunizio di Faleri
7. Anastasio di Tivoli
8. Giovanni di Blera

1. Vilaro di Narni
2. Sergio di Preneste
3. Pietro di Amelia
4. Maggiorino di Polimarzio
5. Sinderedo episcopus ex Hispania
6. Sedulio episcopus Britanniae de genere Scotorum
7. Fergusto episcopus Scotiae Pictus

### Presbiteri del clero romano
1. Sisinnio del titolo di San Lorenzo in Lucina
2. Giovanni del titolo di San Sisto
3. Sisinnio del titolo di Santa Cecilia
4. Giovanni del titolo di San Marcello
5. Giovanni del titolo di …[6]
6. Eustrasio del titolo di Santa Anastasia
7. Gregorio del titolo dei Santi Giovanni e Paolo

1. Talassio del titolo di San Callisto
2. Marino del titolo di Santa Sabina
3. Costantino del titolo di San Ciriaco
4. Gregorio del titolo di San Clemente
5. Epifanio del titolo di San Lorenzo
6. Marino del titolo dei Santi Apostoli
7. Giovanni del titolo di Santa Prisca

### Diaconi romani
1. Pietro arcidiacono
2. Musco
3. Gregorio
4. Benedetto

## Lo pseudo-concilio del 731/732
Nell'epistolario di papa Gregorio III (731-741), successore di Gregorio II, si trova una lettera sinodale, in riferimento ad un presunto concilio celebrato da Gregorio III all'inizio del suo pontificato per regolare i confini tra i patriarcati di Forum Julii e di Grado. La lettera, pubblicata dalle Monumenta Germaniae Historica, è ritenuta spuria dal suo editore, poiché copia esattamente lo stesso incipit, lo stesso elenco di vescovi, le medesime espressioni presenti negli atti del concilio del 721.